# تلمبه اکبر فتحی
تلمبه اکبر فتحی یک منطقهٔ مسکونی در ایران است که در دهستان پاریز واقع شده‌است.